# Żelazno (gromada)
Żelazno – dawna gromada, czyli najmniejsza jednostka podziału terytorialnego Polskiej Rzeczypospolitej Ludowej w latach 1954–1972.
Gromady, z gromadzkimi radami narodowymi (GRN) jako organami władzy najniższego stopnia na wsi, funkcjonowały od reformy reorganizującej administrację wiejską przeprowadzonej jesienią 1954 do momentu ich zniesienia z dniem 1 stycznia 1973, tym samym wypierając organizację gminną w latach 1954–1972.
Gromadę Żelazno z siedzibą GRN w Żelaźnie utworzono – jako jedną z 8759 gromad na obszarze Polski – w powiecie kłodzkim w woj. wrocławskim, na mocy uchwały nr 17/54 WRN we Wrocławiu z dnia 2 października 1954. W skład jednostki weszły obszary dotychczasowych gromad Żelazno i Marcinów ze zniesionej gminy Krosnowice w tymże powiecie. Dla gromady ustalono 12 członków gromadzkiej rady narodowej.
1 stycznia 1960 gromadę zniesiono, a jej obszar włączono do gromady Ołdrzychowice Kłodzkie w tymże powiecie.
1 stycznia 1973 w powiecie kłodzkim utworzono gminę Żelazno (zniesiono ją ponownie 2 lipca 1976).